# The Lord of the Rings Online
The Lord of the Rings Online (w skrócie LOTRO) – gra z gatunku MMORPG umieszczona w Śródziemiu – fikcyjnym świecie stworzonym przez J.R.R. Tolkiena. Akcja rozgrywa się w tym samym czasie co trylogia Władca Pierścieni.
Gra została wydana w Ameryce Północnej, Australii, Japonii i Europie 24 kwietnia 2007. Została wyprodukowana przez amerykańskie przedsiębiorstwo Turbine Inc, wymagała comiesięcznych opłat (abonament został zniesiony na serwerach amerykańskich 10 września 2010 roku, a na europejskich 2 listopada). Obecnie gra ma status F2P.

## Rozgrywka
Gracz podczas tworzenia swojej postaci ma wiele możliwości może m.in. zdecydować o rasie swojej postaci oraz klasie co ma kluczowe znaczenie o sposobie rozgrywki przez całą grę.

### Rasy
Grywalne rasy zamieszkujące Śródziemie:
- Ludzie (ang. Men)
- Elfowie (ang. Elves)
- Krasnoludy (ang. Dwarves)
- Hobbici (ang. Hobbits)
- Beorningowie (ang. Beornings)
- Elfy Wysokiego Rodu (ang. High Elves)
- Stout-axe dwarfs[2]

### Klasy postaci
W grze występuje obecnie 11 różnorodnych klas postaci (w tym Rune-Keeper i Warden doszły w pierwszym dodatku Mines of Moria, a Beorningowie wraz z updatem Gondor Aflame, Brawler został wydany wraz z dodatkiem Fate of Gundabad):
- Beorning (jak w oryginale)
- Brawler (Zabijaka)
- Burglar (Włamywacz)
- Captain (Kapitan)
- Champion (Czempion)
- Guardian (Obrońca)
- Hunter (Myśliwy)
- Lore-master (Strażnik wiedzy)
- Minstrel (Minstrel)
- Rune-keeper (Opiekun run)
- Warden (Strażnik)

## Rozszerzenia
Podstawowa wersja gry została zatytułowana: Shadows of Angmar. Kolejne dodatki, przedstawiające fabułę z powieści Tolkiena, pojawiały się kolejno:
- Mines of Moria – został wydany 18 listopada 2008[4]
- Siege of Mirkwood – został zapowiedziany 4 września 2009 i został wydany 1 grudnia 2009[5]
- Rise of Isengard – został wydany 27 września 2011[6]
- Riders of Rohan – został wydany 15 października 2012[7]
- Helm’s Deep – został wydany 20 listopada 2013[8]
- Mordor – został wydany 8 sierpnia 2017[9]
- Minas Morgul – został wydany 5 listopada 2019[10]
- War of Three Peaks – został wydany 20 października 2020[11]
- Fate of Gundabad – został wydany 10 listopada 2021[12]
- Before the Shadow – został wydany 15 listopada 2022[13]

The Lord of the Rings Online: Mines of Moria został wydany 18 listopada 2008 roku. Został zapowiedziany 14 marca 2008 na Codemasters Online Connect 2008.
Fabuła rozgrywa się w Morii, ogromnym kompleksie podziemi w północno-zachodniej części Śródziemia. Poza tym, dodatek dodaje także nowe regiony takie jak Eregion i Lórien. Maksymalny poziom został podniesiony do 60; ten dodatek (także nazywany „Volume II”) rozszerza fabułę o 6 nowych książek, i dodaje 2 nowe klasy, Rune-keepera i Wardena. Pozostałe nowe funkcje to lepsza sztuczna inteligencja, dynamiczne oświetlenie, i nowa metoda wzmocnienia broni.
Chwalony przez krytyków kompozytor gier wideo Chance Thomas, który pracował nad ścieżką dźwiękową gry The Lord of the Rings Online: Shadows of Angmar, pracował także nad muzyką w dodatku.
The Lord of the Rings Online: Helm’s Deep początkowo miał zostać wydany 18 listopada 2013 roku, lecz z przyczyn technicznych datę wydania przesunięto na 20 listopada 2013.